# Kensington (band)
Kensington is een Nederlandse band uit Utrecht die werd opgericht in 2005.

## Biografie

### Schoolband
In 2002 waren Casper Starreveld en Jan Haker klasgenoten aan het Montessori Lyceum Herman Jordan in Zeist. Voor een schoolopdracht schreven ze het nummer 'Make it count' en traden als 'TwoBeez' (naar hun klas 2B) op tijdens een muziekavond op de school. Met Lucas Lenselink en Luuk Verink gingen ze daarna verder met de schoolband 'Quad'.

### De eerste jaren (2005-2008)
Kensington ontstond in 2005, nadat de schoolband 'Quad' uit elkaar ging, omdat gitarist Luuk Verink de band verliet. Zanger-gitarist Casper Starreveld, bassist Jan Haker en drummer Lucas Lenselink besloten samen met nieuwe gitarist Eloi Youssef verder te gaan als Kensington. In 2006 verscheen de eerste officiële muziekuitgave van Kensington, de promosingle An Introduction to.... In 2007 verscheen de Kensington EP , uitgebracht door Stuck in a Day Records, waarop Eloi Youssef ook voor het eerst als zanger te horen is. Deze ep had de band zelf opgenomen in de Second Moon studio van Hessel van der Kooij op Terschelling. De ep werd gemixt en gemasterd door Martijn Groeneveld in Mailmen Studio's in Utrecht. Deze ep kreeg lovende recensies op onder meer Music from NL, die er het volgende over schreef: "[De band] is moeiteloos in staat verschillende stijlen en sferen te combineren tot een geloofwaardige sound. (...) Het Utrechtse kwartet gaf op dit debuut duidelijk blijk van muzikale wasdom. In vijf nummers krijgt de luisteraar een goed idee van het kunnen van Kensington, hun originaliteit en muzikaliteit. De plaat is goed geproduceerd, afwisselend en aanstekelijk."
In 2007 had de band veel optredens in Nederland. Ze deed onder meer mee aan de Popronde en speelde in het voorprogramma van de Amerikaanse band Movies with Heroes. Daarnaast trad Kensington op in het TMF-programma presenTED en was er aandacht van het online muziekplatform 3voor12.
Eind 2007 besloot drummer Lucas Lenselink de band te verlaten: “Ik ben gestopt omdat ik mijzelf niet langer kon vinden in de ambities die de rest eensgezind wél had. Ik vind muziek maken leuk, maar zie daarin niet, zoals de rest van de band, een professionele toekomst voor mezelf,” verklaarde hij tegen 3voor12.
Een nieuwe drummer werd gevonden in de persoon van Niles Vandenberg, die daarvoor drumde bij de Noordwijkse band Griffin. Tijdens het Stuck in a Day Festival op 16 februari 2008 nam hij letterlijk het stokje over van Lucas. Over deze wissel zei zanger-gitarist Casper Starreveld: “We waren op zoek naar iemand die ons als band beter maakt en die onze ambities deelt. Niles overtrof onze verwachtingen en met zijn nationale en internationale tournee-ervaring is hij een grote aanwinst voor Kensington”.
Samen met Niles begon de band in 2008 aan de opnamen van de ep Youth, die op 12 december 2008 uitkwam op Snowstar Records. Music from NL was wederom positief. "Stevige distortion, delay en dergelijke hebben tezamen met een professionele mastering bijgedragen aan het volle geluid van de plaat. In combinatie met inventieve structuren en teksten die binnen een luisterbeurt mee te zingen zijn".
De ep werd geproduceerd door Niels Zuiderhoek en Kensington zelf en gemasterd door Steve Fallone bij Sterling Sound in New York.
Deze ep leidde al snel tot een platencontract met Bladehammer/EMI en shows met onder meer Razorlight, My Chemical Romance en The Wombats. Daarnaast werd de band door 3FM verkozen tot Serious Talent.

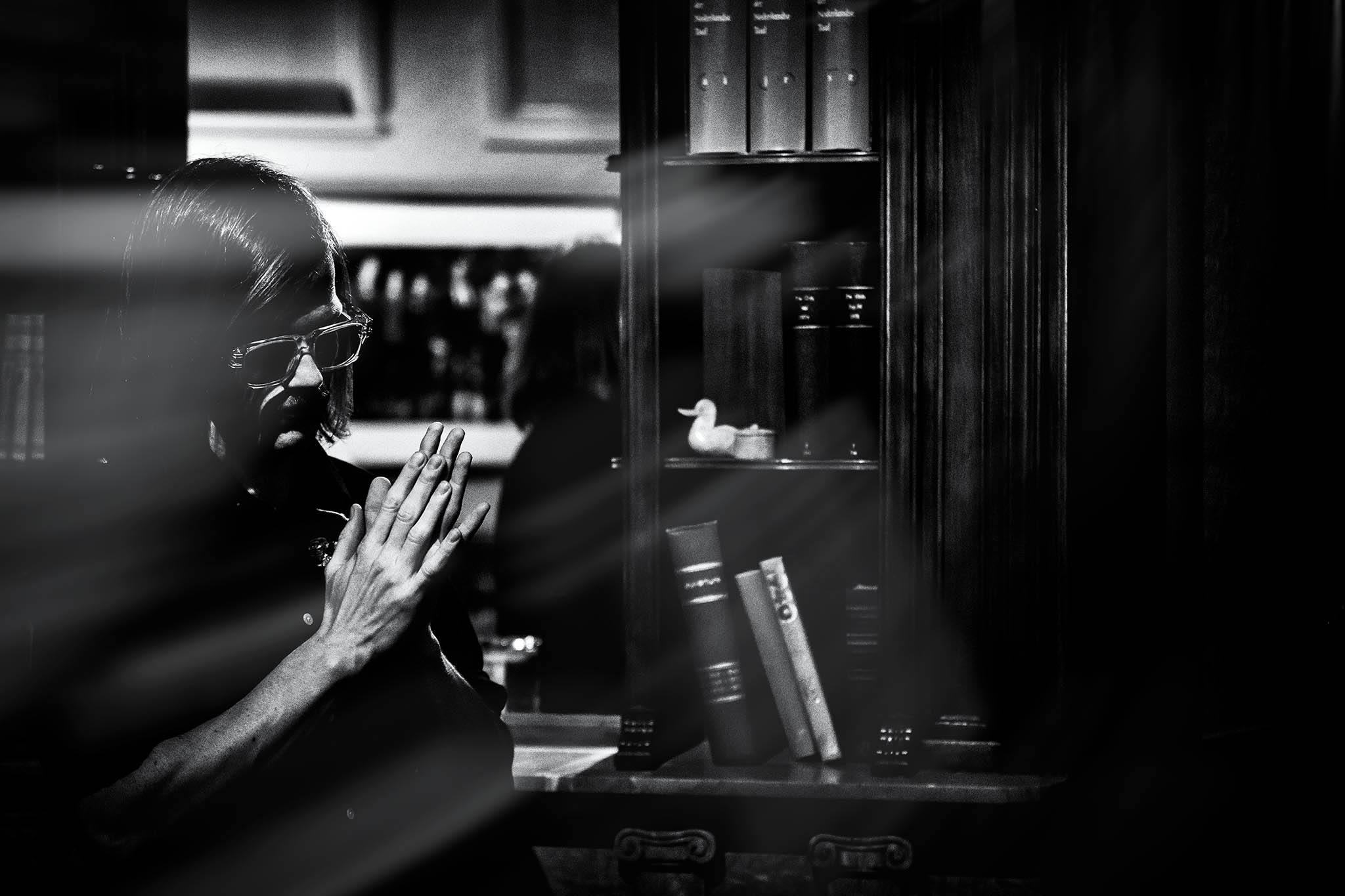
Jan Haker
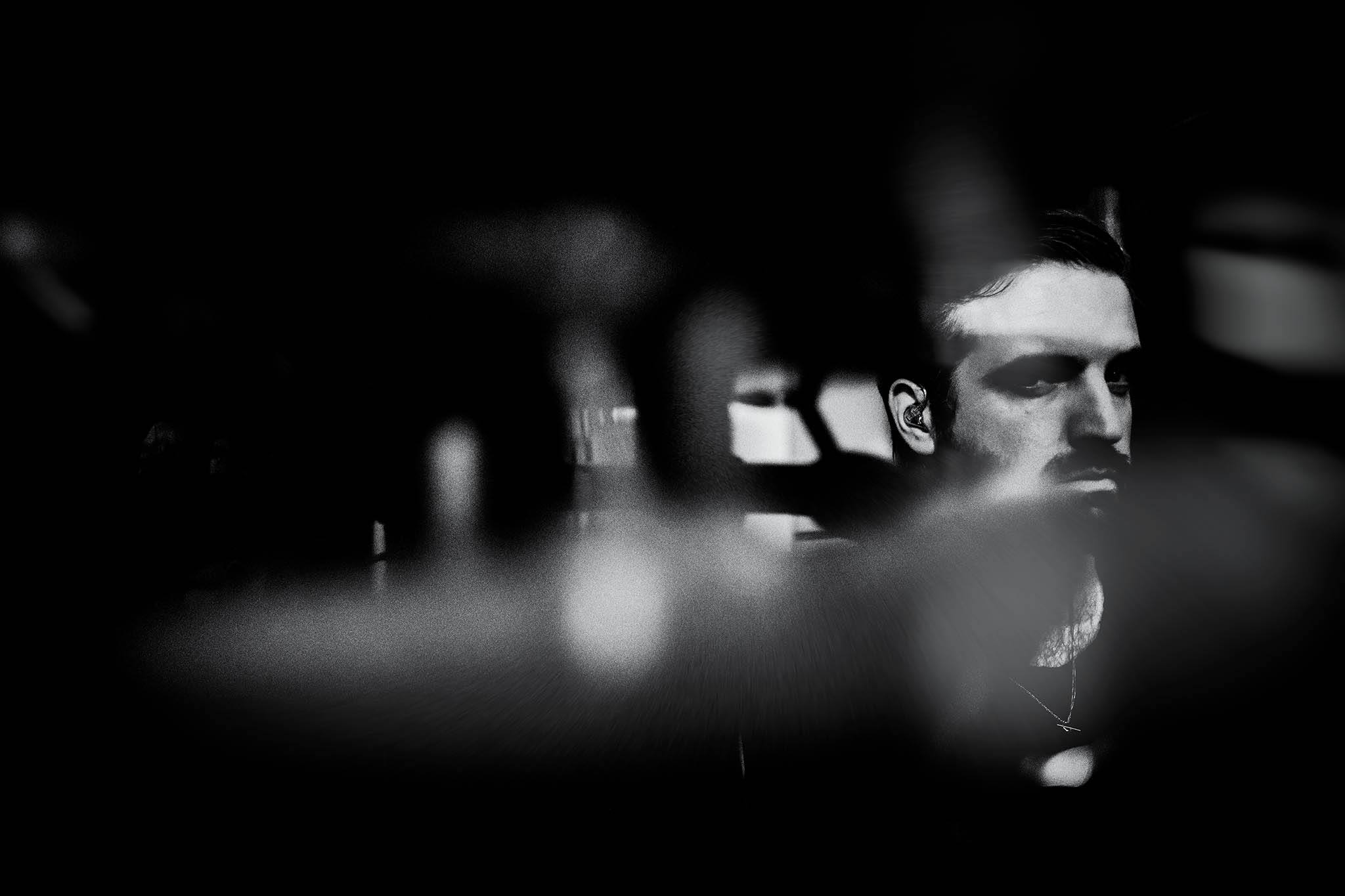
Casper Starreveld
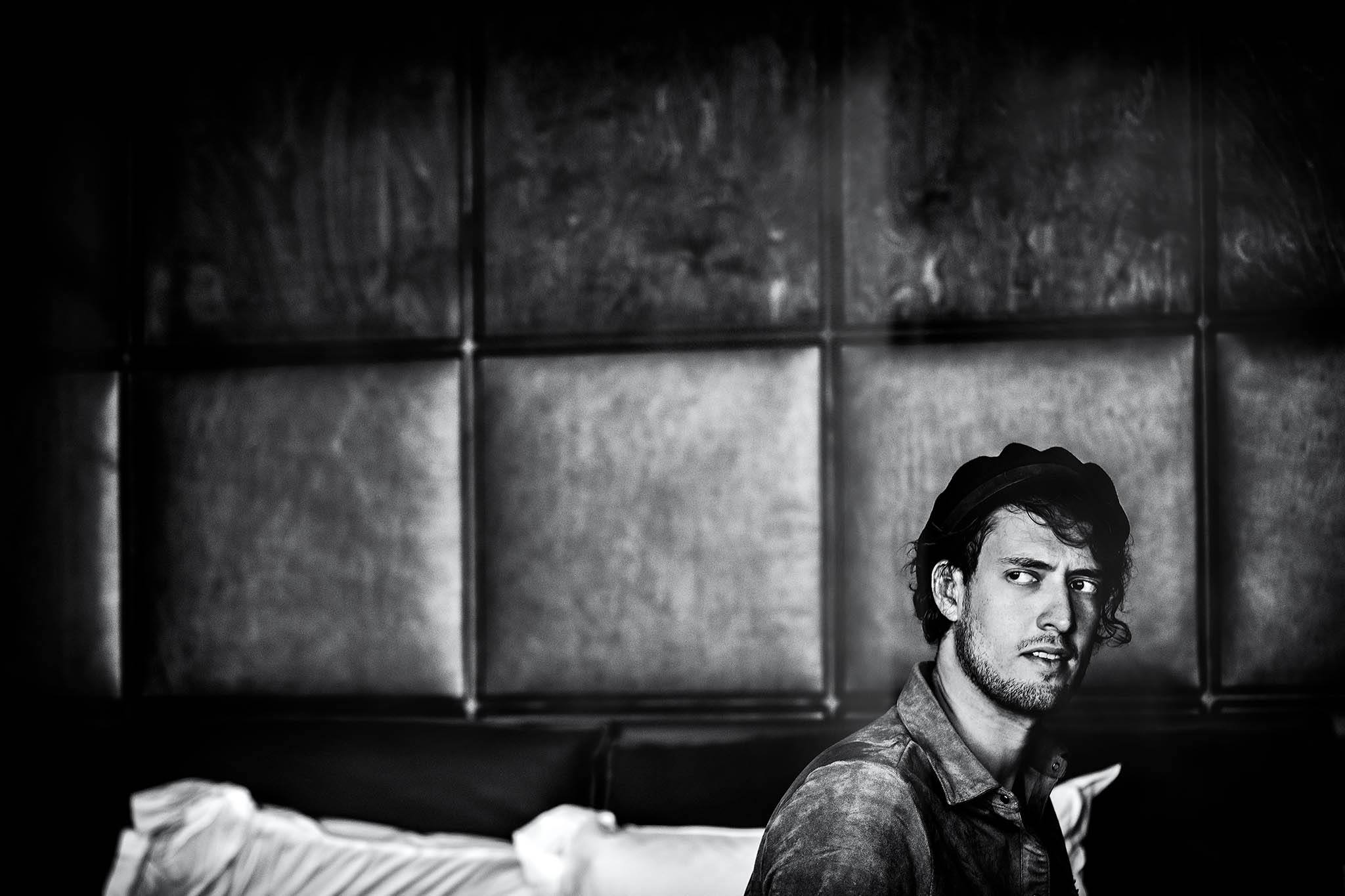
Eloi Youssef
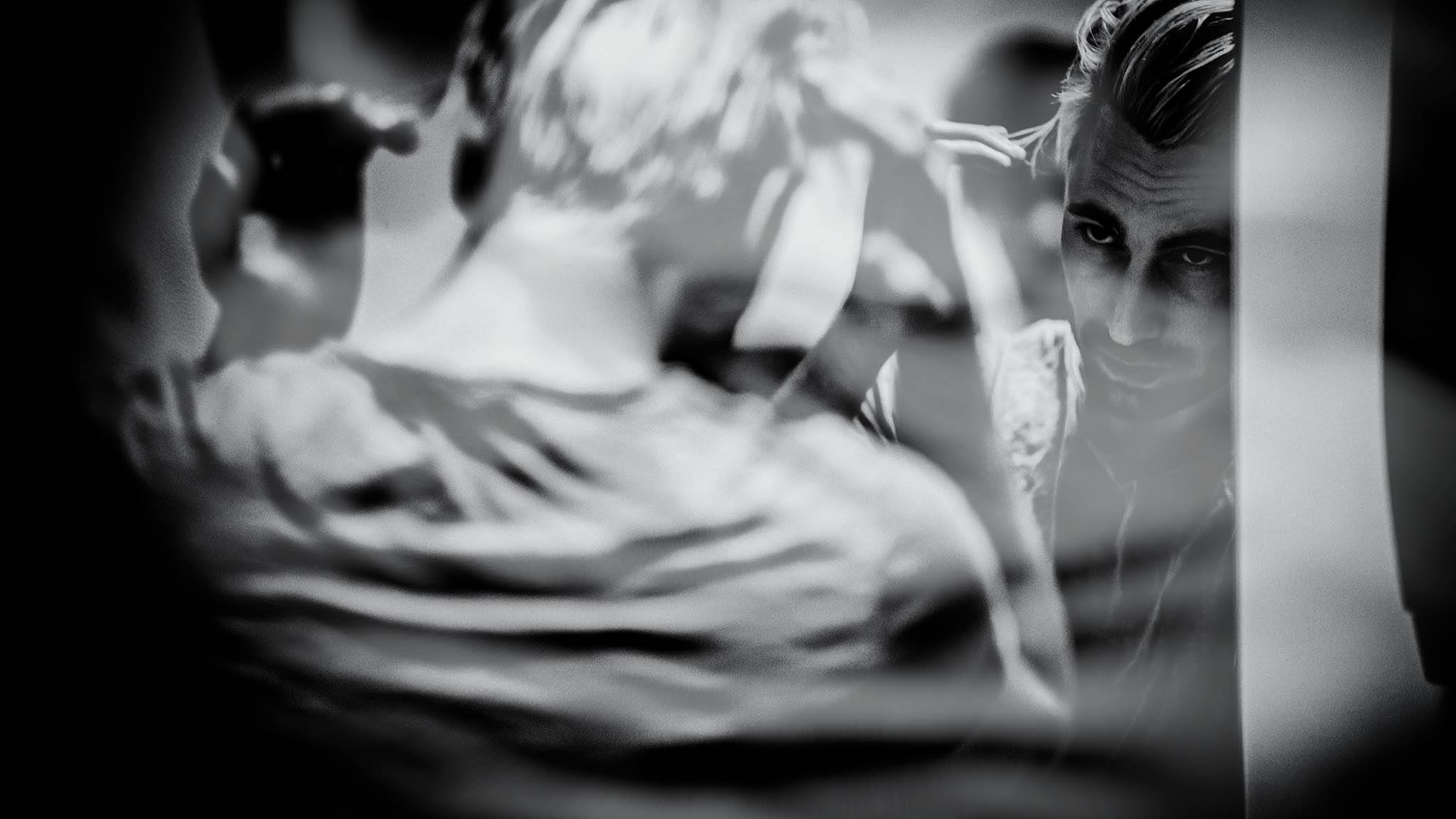
Niles VandenBerg

### Borders (2009-2011)
In de zomer van 2009 verbleef Kensington twee maanden in Leeds om daar hun debuutalbum op te nemen met producer James Kenosha, in de studio van Kaiser Chiefs-toetsenist Nick "Peanut" Baines. Dit album, getiteld Borders, kwam eind juli 2010 uit. Borders werd in Londen gemasterd door John Davis, bekend van zijn werk met, onder andere, Arctic Monkeys. De eerste single van het album, Youth geheten, werd volop gedraaid op 3FM, MTV en TMF. De single kwam mede daardoor terecht in de Single Top 100 op nummer 78.
In de herfst van 2010 verzorgde Kensington een tournee van zeventien shows met MakeBelieve. In november kwam de tweede single van Borders uit, When It All Falls Down. De bijbehorende videoclip werd door YouTube als te expliciet aangemerkt en moest daarom worden aangepast voor publicatie op het videokanaal.
In januari 2011 speelde Kensington op het prestigieuze Europese showcasefestival Eurosonic/Noorderslag, waar de band werd opgepikt door verschillende promotors en boekers, onder andere van het populaire Nederlandse tv-programma De Wereld Draait Door. Op 19 januari verscheen de band in de uitzending om hun single Youth te spelen.
In februari 2011 volgde de eerste headline-toer, de No Borders Tour, langs zes Nederlandse poppodia met uitverkochte optredens in onder meer Paradiso, Tivoli de Helling en Rotown. 
Een tweede headline-toer volgde al snel toen op 18 maart de single Let Go uitkwam. Let Go was een nieuwe track, die niet op de initiële uitgave van Borders stond. De track werd al voordat hij officieel uitkwam, opgepikt door radiostations 3FM en Kink FM, die het nummer regelmatig draaiden. 3FM verkoos Let Go zelfs tot 3FM Megahit. Let Go kwam op 26 maart op nummer 74 binnen in de Single Top 100.
Begin april bracht de band Borders opnieuw uit, als digipak, met Let Go toegevoegd aan de tracklist. De band deed vervolgens nog een aantal zalen in Nederland aan in het kader van de Let Go-toer, waaronder 013 in Tilburg en Waerdse Tempel in Heerhugowaard.
In de zomer van 2011 werd Kensington door de luisteraars van Kink FM verkozen tot Nationale Festivalambassadeur 2011. Hierdoor kreeg de band de kans op te treden op het EXIT Festival in Servië en werden ze eveneens uitgenodigd om te spelen op Java Rockin' Land, het grootste muziekfestival van Indonesië.
Borders werd ook opgepikt in de Verenigde Staten door het indie-label Zip Records uit San Francisco. Zip Records zorgde ervoor dat Borders vanaf 11 oktober 2011 ook in de VS en Canada te koop was. Borders was vanaf dat moment ook wereldwijd te downloaden via iTunes. Om de Amerikaanse uitgave te vieren, bracht de band ook een videoclip uit voor de single Let Go. De beelden voor de video waren geschoten tijdens de trip naar Indonesië door de jonge Engelse regisseur en videomaker Daniel Burdett.
Op 25 oktober verscheen in Nederland alweer We Are the Young, de eerste single van het toen nog op te nemen tweede album. De single werd opgenomen in de studio van Niels Zuiderhoek in Berlijn en gemixt door Cenzo Townshend in Londen. Hierna volgden nog enkele sessies in de studio van Zuiderhoek om te werken aan het tweede album.
Begin november vertrok Kensington voor een korte promotietournee naar New York op uitnodiging van Zip Records. Hier speelden zij als een van de eerste bands in The Cutting Room, een nieuwe muziekzaal in Manhattan. De band gaf onderwijl interviews aan lokale radiostations.
Terug in Nederland gaf Kensington op 14 december een 'showcase' voor fans die de single We Are the Young hadden gekocht. Tijdens de showcase in de Ampco Studios in Utrecht speelden ze ook een aantal liedjes van het nieuwe album.

### Vultures (2012-2014)
Kensington gebruikte de eerste maanden van 2012 om volop te sleutelen aan hun tweede album, dat Vultures zou gaan heten.
Voor februari/maart stond een korte tournee gepland langs vier grotere zalen in Nederland, waaronder Tivoli Oudegracht. Deze tournee werd verplaatst naar april, omdat de opnamen van het album wat langer duurden dan verwacht en de band de fans de kans wilde geven de nieuwe nummers te beluisteren voor de tournee. Uiteindelijk lukte het niet om het album voor het begin van de tournee uit te brengen. Wel verzorgde de band enkele luistersessies voor de fans, waar ze nummers van het nieuwe album lieten horen. De zo goed als uitverkochte shows in Effenaar, Hedon, Tivoli Oudegracht en Melkweg gebruikte de band vervolgens om het nieuwe materiaal alvast een beetje warm te draaien.
Op 6 april 2012 verscheen de tweede single Send Me Away bij Universal Music. De single werd vaak gedraaid op radiozender 3FM en uitgekozen als 'Single van de Week' door onder andere de Coen en Sander Show.
De band werd in 2012 genomineerd in twee categorieën bij de 3FM Awards. Naast een nominatie voor de Serious Talent Award werd Kensington ook genomineerd in de categorie Beste Artiest Rock, samen met onder andere Go Back to the Zoo (dat de prijs in de wacht sleepte).
Op 11 mei 2012 verscheen het tweede album Vultures, geproduceerd door Kensington zelf, in samenwerking met Niels Zuiderhoek. Het album was voor het grootste deel opgenomen in de YouGuysMusic studios in Berlijn. De drums waren opgenomen in de eveneens Berlijnse Studio Erde. Het album was vervolgens gemixt in Londen door de bekende producer Cenzo Townshend, die onder andere had gewerkt met Snow Patrol en U2. De mastering was verzorgd door Steve Fallone bij Sterling Sound in New York.
Muziektijdschrift OOR noemde Vultures "de beste Nederlandse plaat van het jaar".
In juni reisde de band naar Londen om een videoclip op te nemen voor de derde single No Way Out. De video werd geproduceerd door Juriaan en Boris Booij, Nederlandse filmmakers die al geruime tijd in Londen waren gestationeerd. Acteur Michael Koltes en Braziliaans model Ana Araújo speelden de hoofdrol in de clip, die vanuit een bijzonder perspectief was gefilmd.
No Way Out beleefde op 3 juli zijn radiopremière in de Coen en Sander Show op 3FM en werd in dezelfde week 'gemaakt' door luisteraars van Radio 538 in Maak Het of Kraak Het. Ook de luisteraars van het 3FM-programma MetMichiel waren enthousiast: zij gaven No Way Out een 9.
Begin juli vertrok Kensington weer voor een korte periode naar Berlijn om nieuw materiaal op te nemen. Ondertussen verscheen op 10 juli de video voor No Way Out officieel. De première was wederom voor de Coen en Sander Show. De single was vanaf 13 juli te downloaden.
In het najaar van 2012 deed Kensington een uitgebreide Nederlandse clubtournee langs achttien zalen. De band wist een groot deel van de zalen uit te verkopen, waaronder Rotown in Rotterdam, 013 in Tilburg en Tivoli Oudegracht in thuisstad Utrecht.
Aan het begin van de tournee, op 7 september, bracht Kensington Don't Look Back uit als single. Ook deze single deed het goed op radiozender 3FM. De single bereikte nummer 39 in de Mega Top 50 en werd door de Coen en Sander Show gebombardeerd tot SuperCrazyTurboTopHit. Daarmee was Kensington de enige band die deze eer twee keer te beurt viel.
Op 22 september was Kensington te gast in de eerste aflevering van Toppop3, het nieuwe muziekprogramma van Gerard Ekdom. De band speelde single Don't Look Back en een coverversie van Ben Howards Keep Your Head Up, een nummer dat ook de gehele Vultures-tournee op het programma stond.
De recensies van de shows van deze tournee waren over het algemeen positief. Online tijdschrift DutchScene merkte bijvoorbeeld de professionele lichtshow op, die maakte dat de show op alle punten klopte. Roarezine schreef: "De nummers staan als een huis en het lijkt onmogelijk de band op fouten te betrappen."
Op 20 november maakte de band bekend dat Vultures ook in Duitsland, België, Oostenrijk en Zwitserland zou worden uitgebracht. De verschijning van de internationale versie van het album stond gepland voor 11 januari 2013. Ook de internationale editie zou worden uitgebracht door Universal Music.

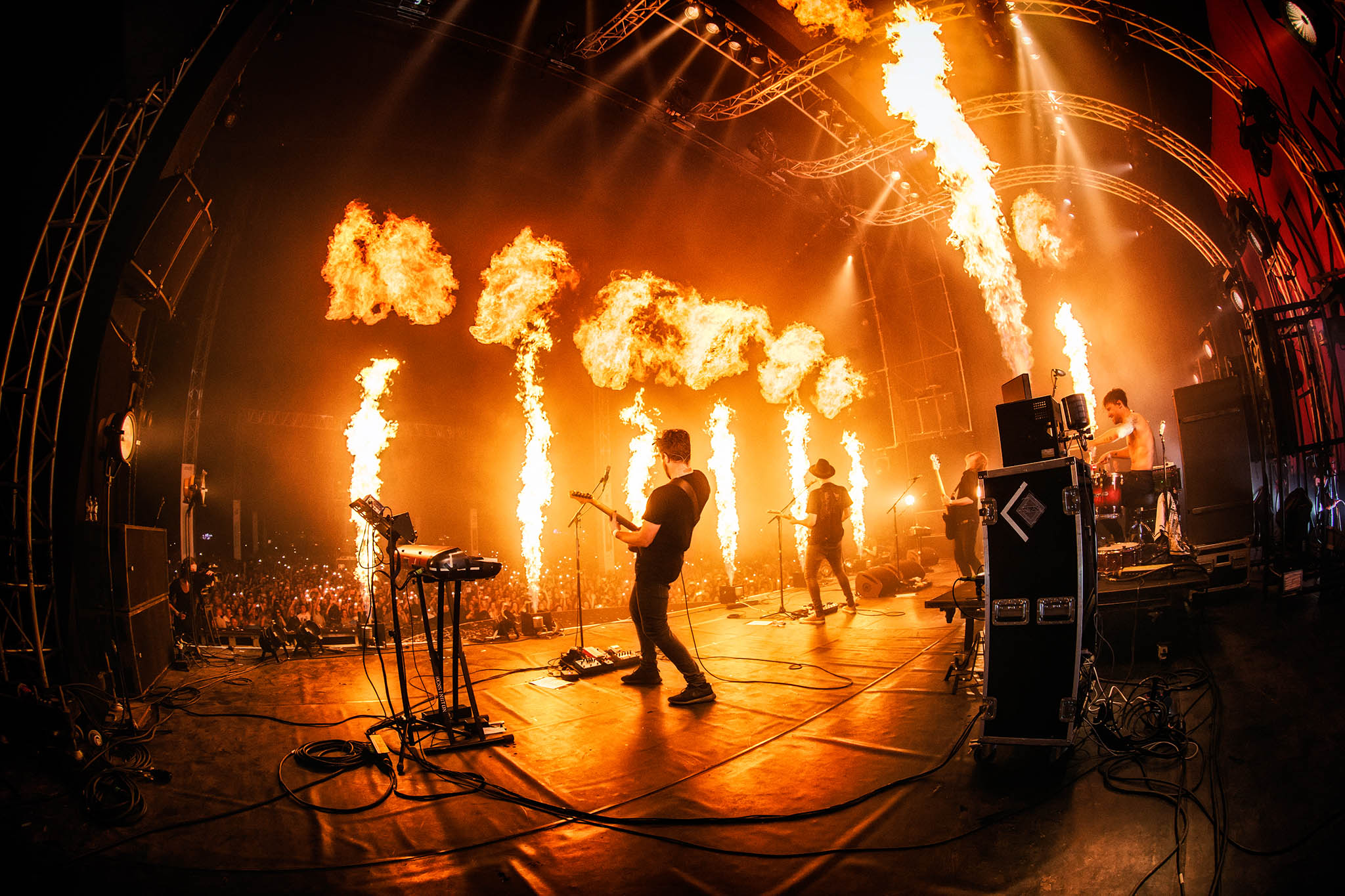
Kensington live at Appelpop festival.

Eind december sloot Kensington de Vultures-tournee af met een uitverkocht optreden in Tivoli Oudegracht. Tijdens deze show werden opnamen gemaakt voor de video voor een nieuw nummer, Home Again. Dit nummer werd toegevoegd aan de internationale editie van Vultures. Op 7 januari 2013 kwamen de single en de video officieel uit. Naast beelden van de show in Tivoli Oudegracht zijn in de video ook backstage-beelden te zien en opnamen die gemaakt werden tijdens het slotprogramma van 3FM's Serious Request. Regisseur en editor van de video was Boris Booij.
Kensington begon 2013 met shows op het Eurosonic Noorderslag-festival en een korte tournee langs Nederlandse zalen in maart en april. Daarnaast stond de band in het voorprogramma van Two Door Cinema Club en Kane. Ook was Kensington de eerste Nederlandse band die was bevestigd voor Pinkpop en speelde de band in de zomer van 2013 op meer dan 60 festivals in binnen- en buitenland, zoals Sziget, de Zwarte Cross en Appelpop.
In juni 2014 bracht de band nog een laatste single uit van album Vultures. Ghosts werd op 28 juni gelanceerd met een exclusieve videopremière op de website van de De Telegraaf. De clip was wederom gemaakt door Jurriaan en Boris Booij en liet sfeervolle beelden zien van een eiland in de Out Skerries dat in zijn bestaan werd bedreigd. Op 12 juli kwam een tweede video van Ghosts uit met livebeelden van het optreden van de band op Pinkpop.
Op 30 augustus kwam Vultures ook in de winkel in Duitsland en Oostenrijk.
Na een drukke festivalzomer stonden nog twee clubshows gepland. In oktober stond de band voor een uitverkochte Oosterpoort in Groningen en Paradiso in Amsterdam en speelde Kensington samen met Franse band BB Brunes voor een uitverkochte L'Aeronef in Lille. In januari 2014 toerde de band door Duitsland, Oostenrijk, Zwitserland en België.

#### Prijzen
Op 18 april 2013 won Kensington een 3FM Award voor beste album voor Vultures, een 3FM Award voor Beste Live Act en de Serious Talent Award. In totaal was Kensington voor vier prijzen genomineerd.
Ook wist de band een MTV EMA te bemachtigen voor 'Best Dutch Act'.
Bij de 3voor12 Song van het Jaar 2013 verkiezing eindigde de single Home Again op nummer 5, de hoogste notering van een Nederlandse band in de lijst. De single Ghosts eindigde op nummer 45. Home Again was in 2013 ook goed voor een notering in de Top 2000 van Radio 2 en kwam nieuw binnen op nummer 1860. Op 20 januari 2018 won de band de Popprijs 2017. Dit werd zaterdagavond bekendgemaakt op het festival Eurosonic Noorderslag in Groningen.

### Rivals (2014-2016)
Tijdens Eurosonic in Groningen werd bekendgemaakt dat Kensington Ambassadeur van de Vrijheid 2014 was. De band trok op 5 mei met een helikopter langs de verschillende bevrijdingsfestivals om op te treden en om aandacht te vragen voor onvrijheid, mensenrechten en oorlog.
Ook was Kensington in 2014 ambassadeur van Record Store Day, "een internationaal georganiseerde feestdag, waarop wereldwijd de platenwinkels en platenlabels extra activiteiten organiseren, om de branche te promoten". Op 19 april 2014 gaf de band optredens in verschillende platenwinkels in het land en werd een speciale uitgave uitgebracht.
In juli 2014 maakte de band bekend in februari 2015 in de Heineken Music Hall te staan. Dit concert ging op 1 augustus in de verkoop en was in tien dagen uitverkocht. Op 8 augustus 2014 kwam het derde album uit, nadat Streets en All for Nothing al te horen waren gegeven. Het album heet Rivals en bestaat uit tien nummers en op iTunes uit elf, omdat All for Nothing daar twee keer op staat, één keer volledig en één keer als radioversie. Rond de verschijning van het album was Kensington een week bij 3FM in het ochtendprogramma en werd op vrijdagochtend een releaseparty gegeven in TivoliVredenburg.
Op 5 januari 2015 werd bekend dat Kensington in november 2015 in de Ziggo Dome zou gaan spelen, als 'finaleshow' van hun Nederlandse en Europese tournee. Kaartjes voor deze show gingen op 12 januari 2015 in de verkoop en waren binnen elf uur uitverkocht Twee dagen later kondigde de band een extra concert aan en dit concert was binnen één dag uitverkocht. Hiermee had Kensington in één week tijd 34.000 kaartjes verkocht. 
Eind 2016 staan ze nog drie keer in de Ziggo Dome. De show van zaterdag 12 november 2016 was binnen drie uur uitverkocht, de vrijdag binnen één paar dagen uitverkocht en extra show op donderdag 10 november was met enkele weken helemaal uitverkocht.
In 2015 bracht Kensington samen met Armin van Buuren een nieuw lied uit: Heading Up High. Bij Radio 538 waren ze de "alarmschijf".

### Control (2016-2018)
Op 28 oktober 2016 kwam het vierde studioalbum van Kensington uit: Control. De eerste single, Do I Ever, verscheen op 1 september 2016. Het album was binnen 24 uur al een gouden plaat.
Op 27 april 2018, Koningsdag, speelden ze "Do I Ever" voor de koninklijke familie in Groningen. Het hoogtepunt daarvan was dat prinses Alexia meezong met het nummer. Volgens de band was dat een hele eer.

### Time (2019-2021)
Op 15 november 2019 kwam het vijfde studioalbum uit: Time. Het album is opgenomen in Canada en bereikte binnen twee weken de eerste plek van Album Top 100 voor 54 weken lang.
Op 12 november 2021 maakte de band bekend dat frontman Eloi Youssef de band zou gaan verlaten. Youssef en de rest van de band zouden een 'verschil in toekomstvisie' hebben. In september 2022 trad de band voor het laatst met Youssef op. Met vier uitverkochte shows op 1, 2, 3 en 4 september in de Ziggo Dome werd afscheid genomen.

### Introductie van Jason Dowd (2025-heden)
Op 16 januari 2025 werd bekendgemaakt dat de Amerikaanse Jason Dowd de nieuwe zanger van de band is. Hun eerste single sinds lange tijd, A Moment, werd diezelfde dag live uitgezonden op verschillende radiozenders vanuit de Ziggo Dome. Kort daarna werden drie shows in de Ziggo Dome aangekondigd op 3, 4 en 5 december 2025. De show van 4 december werd als eerste aangekondigd en was binnen een minuut uitverkocht, volgens concertorganisator Friendly Fire. Al snel werden de twee andere shows bekendgemaakt.
Op 24 februari 2025 werden drie shows in TivoliVredenburg aangekondigd die de eerste podiumshows inluiden van Kensington onder nieuwe bezetting met Jason Dowd. Deze waren al gauw uitverkocht. Tijdens de concerten werden nog vier nieuwe nummers gespeeld. Op 28 februari dat jaar kwam de single I Could Be Wrong uit.

## Bezetting
- Casper Starreveld - gitaar, zang, keyboard (2005-heden), leadzang (2005-2010)
- Jan Haker - bas, keyboard, achtergrondzang (2005-heden)
- Niles Vandenberg - drums (2008-heden)
- Jason Dowd - leadzang, gitaar (2025-heden)

Voormalige bandleden
- Eloi Youssef - leadzang, gitaar (2005-2022)
- Lucas Lenselink - drums, achtergrondzang (2005-2008)

## Prijzen en nominaties
| Jaar | Organisatie   | Prijs                | Werk       | Resultaat   | Ref.   |
| ---- | ------------- | -------------------- | ---------- | ----------- | ------ |
| 2013 | 3FM Awards    | Best Album           | "Vultures" | Gewonnen    |        |
| 2013 | 3FM Awards    | Best Artist Rock     | Band       | Genomineerd |        |
| 2013 | 3FM Awards    | Best Live act        | Band       | Gewonnen    |        |
| 2013 | 3FM Awards    | Serious Talent Award | Band       | Gewonnen    |        |
| 2013 | MTV EMA       | Best Dutch Act       | Band       | Gewonnen    |        |
| 2014 | 3FM Awards    | Beste Artiest Rock   | Band       | Gewonnen    |        |
| 2014 | 3FM Awards    | Best Band            | Band       | Genomineerd |        |
| 2014 | 3FM Awards    | Best Live Act        | Band       | Genomineerd |        |
| 2014 | MTV EMA       | Best Dutch Act       | Band       | Gewonnen    |        |
| 2015 | 3FM Awards    | Best Artist Rock     | Band       | Gewonnen    |        |
| 2015 | 3FM Awards    | Best Live Act        | Band       | Genomineerd |        |
| 2015 | 3FM Awards    | Best Band            | Band       | Genomineerd |        |
| 2015 | 3FM Awards    | Best Album           | "Rivals"   | Gewonnen    |        |
| 2015 | 3FM Awards    | Best Single          | "Streets"  | Genomineerd |        |
| 2015 | Edison        | Beste Rock           | "Rivals"   | Gewonnen    |        |
| 2015 | MTV EMA       | Best Dutch Act       | Band       | Gewonnen    |        |
| 2016 | 3FM Awards    | Best Artist Rock     | Band       | Gewonnen    |        |
| 2016 | 3FM Awards    | Best Live Act        | Band       | Gewonnen    |        |
| 2016 | 3FM Awards    | Best Band            | Band       | Gewonnen    |        |
| 2016 | 3FM Awards    | Best Single          |            | Genomineerd |        |
| 2017 | 3FM Awards    | Beste Album          | "Control"  | Gewonnen    |        |
| 2017 | 3FM Awards    | Beste Live           | Band       | Gewonnen    |        |
| 2017 | 3FM Awards    | Beste Groep          | Band       | Genomineerd |        |
| 2018 | Popprijs 2017 | -                    | Band       | Gewonnen    |        |
| 2023 | Edison        | Oeuvreprijs          | Band       | Gewonnen    | [ 70 ] |